# Худяков, Геннадий Иванович
Геннадий Иванович Худяков (3 сентября 1943, Ленинград, РСФСР — 5 марта 2013, Санкт-Петербург, РФ) — советский юный киноактёр, сыгравший роль пионера Женьки в детском фильме «Старик Хоттабыч» (1956).

## Биография
Геннадий Худяков родился 3 сентября 1943 года в Ленинграде, где учился в школах № 96 и № 100 Выборгского района. Как и большинство советских школьников, состоял в детской пионерской организации.
В 1953 году снялся в эпизоде в фильме «Алёша Птицын вырабатывает характер» и попал в картотеку «Ленфильма». Наиболее известен по главной роли Женьки в фильме «Старик Хоттабыч» (1956). Однако, несмотря на известность, его кинокарьера в дальнейшем не сложилась.
Окончил Ленинградский электротехнический институт и работал научным сотрудником во Всесоюзном научно-исследовательском институте телевидения (сейчас ОАО «НИИТ»). После выхода на пенсию в 2003 году организовал и возглавил межрегиональную общественную ассоциацию ветеранов «Покаяние», которая помогала ветеранам войны.
Умер из-за проблем с сердцем 5 марта 2013 года на 70-м году жизни, в Санкт-Петербурге.

## Фильмография

### Актёр
1. 1953 — Алёша Птицын вырабатывает характер — эпизод (нет в титрах)
2. 1956 — Крутые Горки — Петька
3. 1956 — Старик Хоттабыч — Женька Богорад
4. 1958 — Мистер Икс — мальчик-слуга (нет в титрах)

### Документальные фильмы
1. 2010 — Тайны советского кино (серия Старик Хоттабыч)
2. 2008—2009 — Истории и легенды Ленфильма (Фильм № 3 / Как снимали фильм «Старик-Хоттабыч»; Фильм № 19 / Как снимали фильм «Мистер Икс»)